# HTC Hero
De HTC Hero, ook verkocht als de T-Mobile G2 Touch, is een smartphone ontwikkeld door HTC uit Taiwan. Het is een toestel dat op Google Android draait, aanvankelijk versie 1.5 en sinds 29 juni 2010 op versie 2.1. Het toestel bevat een touchscreen en heeft vijf knoppen onder het touchscreen. De HTC Hero heeft geen fysiek toetsenbord. Het toestel is de opvolger van de HTC Magic welke in Nederland het eerste jaar alleen met een Vodafone-abonnement verkocht werd. De Hero is het eerste toestel dat de aangepaste Android-interface Sense heeft. De HTC Hero is officieel aangekondigd in Londen op 24 juni 2009. In eerste instantie waren de berichten dat het toestel G1 genoemd zou worden.